# Politieke Partij NXD
Politieke Partij NXD is een Nederlandse politieke partij die meedeed aan de verkiezingen voor de Tweede Kamer op 12 september 2012.
De partij werd op 18 juni 2012 opgericht en is statutair gevestigd in Den Haag. Het doel van de partij is "Terug naar de jaren zeventig en tachtig, naar een stabiele regering". De partij wil een samenleving realiseren waarin burgers in staat worden gesteld om zelfstandig hun levensdoelen na te streven op alle terreinen van het maatschappelijke leven. Hierin mag geen onderscheid gemaakt worden tussen sekse, leeftijd en herkomst van de burgers.

## Tweede Kamerverkiezingen 2012
Bij de Tweede Kamerverkiezingen nam Politieke Partij NXD slechts in één kieskring, kieskring 9 (Amsterdam), deel aan de verkiezingen. De partij had vijf kandidaten op de kandidatenlijst met Anil Samlal als lijsttrekker en behaalde 62 stemmen, het minste van alle partijen.